# Incidente del golfo del Tonchino
L'incidente del golfo del Tonchino (in vietnamita Sự kiện Vịnh Bắc Bộ, in inglese Maddox incident o Papalousa incident) è l’evento che ha dato inizio alla guerra del Vietnam. Avvenuto nel golfo del Tonchino tra il 2 e il 4 agosto 1964, ha ad oggetto il susseguirsi di uno scontro aeronavale tra un cacciatorpediniere statunitense ed alcune motosiluranti nordvietnamite, e un attacco, in realtà mai avvenuto, che gli Stati Uniti sostennero di aver subito due giorni dopo.
Secondo il resoconto americano l'esito dello scontro fu di quattro marinai del Vietnam del Nord uccisi e sei feriti, mentre non ci furono vittime tra i marinai degli Stati Uniti. La conseguenza di questi incidenti fu un casus belli che il presidente statunitense Lyndon B. Johnson sfruttò per chiedere la Risoluzione del golfo del Tonchino, il 7 agosto 1964, al Congresso americano, in modo da ottenere l'autorità di attaccare il Vietnam del Nord, senza formale dichiarazione di guerra.

## Il contesto storico
Un decisivo aumento nel coinvolgimento statunitense nella guerra del Vietnam avvenne nel 1964, il presidente Johnson e alcuni suoi collaboratori, volevano impostare una "pressione progressivamente maggiore" nei confronti del Vietnam del Nord, per costringerne il governo ad interrompere la guerriglia Viet Cong nel sud. La percezione dei problemi strategici nel sud-est asiatico comportava differenti approcci tra coloro che volevano attuare subito un intervento distruttivo pubblico e diretto, mediante estesi bombardamenti, ed i fautori di una linea operativa più morbida che volevano prima attuare delle operazioni segrete di terrorismo psicologico e se queste non coglievano risultati, allora effettuare i bombardamenti, secondo una strategia di escalation.
Il programma di operazioni partì l'11 maggio 1963, come esposto nel documento NSAM 52 firmato da McGeorge Bundy, consigliere del presidente per la sicurezza nazionale. I capi di stato maggiore (Joint Chiefs of Staff), il 9 settembre 1963, approvarono un programma chiamato CINCPAC OPLAN 34-63, per operazioni militari segrete non attribuibili da parte del Vietnam del Sud contro il Vietnam del Nord, supportato da consiglieri militari statunitensi per consulenza e formazione.
Il direttore della CIA, William Colby, a partire dal marzo 1963 aveva scelto come capo delle operazioni a Saigon Herbert Weisshart, con l'incarico di espandere la resistenza vietnamita al nord e di attuare operazioni di "guerra psicologica", un eufemismo per indicare operazioni militari vere e proprie, atte ad influenzare psicologicamente il nemico. Herbert Weisshart svolse un ruolo di rilievo nell'attuazione del Piano CINCPAC Operations (OPLAN) 34-63 per le operazioni psicologiche dirette verso il Vietnam del Nord.
Fu iniziato su scala ridotta ma risultò inefficace a febbraio. Il ruolo attivo degli USA nelle poche operazioni effettuate sotto copertura di segreto, fu limitato essenzialmente alla pianificazione, all'equipaggiamento e all'addestramento delle forze sudvietnamite impiegate, ma la responsabilità statunitense nel lancio e nella condotta di queste attività fu inequivocabile e portò con sé una implicita intensificazione simbolica e psicologica dell'impegno statunitense.
L'ambasciatore degli Stati Uniti a Saigon, Henry Cabot Lodge Jr., il 20 febbraio 1964 sollecitò in un messaggio inviato a "Mac" Bundy l'adozione di un approccio "bastone e carota" per il Vietnam del Nord. Lodge aveva avuto un contatto segreto con Hanoi per chiedere di cessare di sostenere i Viet Cong. In cambio gli Stati Uniti avrebbero offerto aiuti economici (in particolare importazioni di prodotti alimentari). Se Hanoi avesse rifiutato l'offerta minacciava di incominciare attacchi punitivi. Gli Stati Uniti non avrebbero ammesso pubblicamente agli attacchi. Lo stesso giorno il presidente Johnson ordinò una pianificazione più rapida delle pressioni, occulte e palesi, contro il Vietnam del Nord e ordinò una forma di pressione che producesse il massimo effetto deterrente credibile su Hanoi.
I capi di stato maggiore (JCS), il 2 marzo 1964, consigliarono attacchi diretti contro il Vietnam del Nord. In linea con il loro punto di vista (JCSM 159-64), che la radice del problema fosse il Vietnam del Nord, i JCS giustificavano la necessità di un intervento palese contro il Vietnam del Nord (NVN) per due motivi: in primo luogo per sostenere l'obiettivo a breve termine della politica di fermare gli aiuti di Hanoi agli insorti; in secondo luogo per sostenere l'obiettivo a lungo termine di forzare un cambiamento nella politica del Vietnam del Sud (DRV), convincendo Hanoi che gli Stati Uniti erano decisi ad opporsi all'aggressione nel sud-est asiatico.
Lodge e McNamara, il 15 e il 16 marzo 1964, si dissero contrari agli attacchi diretti. McNamara preparò un documento con dodici raccomandazioni per migliorare la situazione militare, che fu approvato il 17 marzo 1964, con il nome di piano NSAM 288. Il cacciatorpediniere USS Craig, tra febbraio e marzo del 1964, nel quadro del cosiddetto "programma DeSoto", era stato impiegato nell'area del golfo del Tonchino. Il cacciatorpediniere USS Maddox il 31 luglio 1964 entrò nel golfo del Tonchino per una ricognizione lungo la costa del Vietnam del Nord, intesa a raccogliere informazioni utili ai raid condotti dalle forze sudvietnamite lungo le coste stesse; una di queste incursioni aveva appena avuto luogo quando il Maddox iniziò la propria missione.

## La versione ufficiale degli eventi secondo le autorità statunitensi

Mappa che illustra le spiegazioni della US Navy sull'incidente del golfo del Tonchino

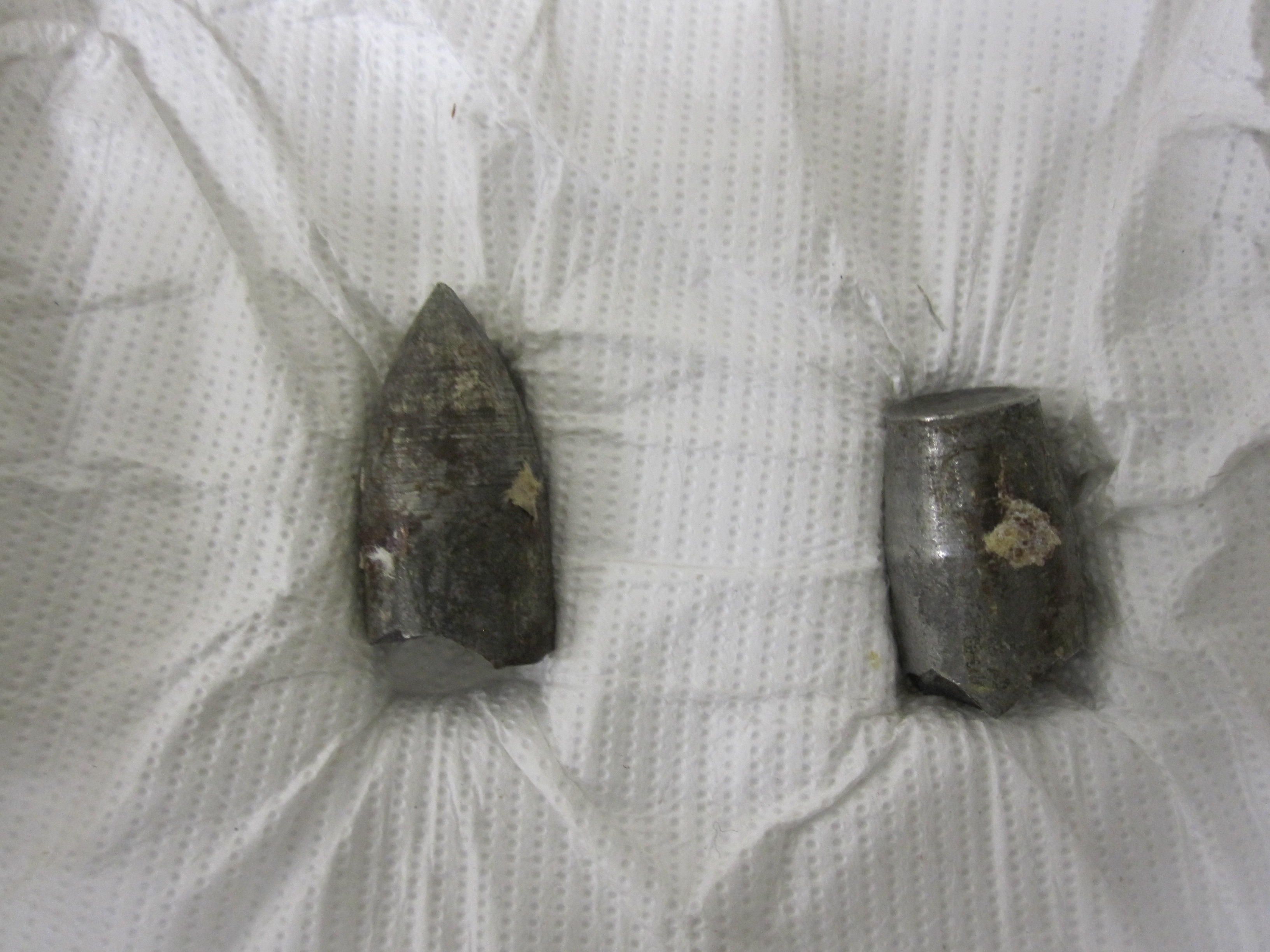
Proiettili di mitragliatrice 1H"X 0.5W ritrovati sulla Maddox

Il 2 agosto 1964, alle ore 16:00 locali, il cacciatorpediniere USS Maddox, durante una missione di spionaggio, mentre procedeva in acque internazionali venne attaccato da tre motosiluranti (classe P4) del Vietnam del Nord, che si avvicinarono sino a 10 miglia dal cacciatorpediniere e lanciarono una salva di siluri. Il Maddox rispose immediatamente all'attacco con le sue artiglierie da 127 mm.
Quattro marinai del Vietnam del Nord furono uccisi e sei feriti, mentre non ci furono vittime tra i marinai degli Stati Uniti.
In suo soccorso si levarono dalla portaerei USS Ticonderoga, quattro F-8E Crusader, che attaccarono le unità nemiche con razzi Zuni, affondandone forse una.
Dopo lo scontro del 2 agosto 1964, il presidente Lyndon B. Johnson discusse con McNamara e ordinò che venisse portata a termine l'operazione De Soto e che il Maddox si congiungesse al cacciatorpediniere USS Turner Joy inviato di rinforzo.
In particolare, il 4 agosto 1964, una nuova uscita operativa nel quadro della operazione De Soto venne effettuata al largo di Dong Hoi dal Maddox e dal USS C. Turner Joy. Le relazioni sui fatti presentate specificano che alle 20:46 i due caccia puntarono a sud per rientrare alla base disponendosi in navigazione per linea di fila alla velocità di 20 nodi. Alle 21:20 i sistemi di ascolto delle due unità intercettarono segnali radio dei nord-vietnamiti che indicavano la volontà di questi ultimi di eseguire un attacco contro le due navi americane. Poco dopo le 22:00 il Maddox individuò una traccia radar in avvicinamento veloce alla distanza di 36 miglia, distinguendo ben 5 echi distinti che furono riconosciuti come unità veloci. I primi colpi furono sparati dal Turner Joy alle ore 22:39 e in seguito la "battaglia" si risolse in circa due ore con rapide accostate e manovre di disimpegno giungendo al bilancio finale di due siluranti nord-vietnamite affondate e due seriamente danneggiate. Va detto che James Stockdale, comandante dello stormo imbarcato VF-51, riferì di non essere riuscito ad ottenere le coordinate d'attacco dal Maddox e che i due caccia-bombardieri Douglas A-4 Skyhawk, decollati dalla portaerei USS Constellation, che rimasero in zona di operazioni fino a mezzanotte inoltrata, non trovarono un bersaglio da attaccare.
Venne quindi dato il via alla Operazione Pierce Arrow: il 5 agosto, cacciabombardieri e aerei da attacco decollati dalle portaerei Ticonderoga e Constellation (CV-64) attaccarono le basi delle motosiluranti nordvietnamite e depositi di carburante a Vinh, perdendo uno Skyraider e un A-4 (il pilota dell'A4, Everett Alvarez, fu catturato dai nordvietnamiti e subì otto anni di prigionia).

## Conseguenze

Risoluzione del Golfo del Tonchino

Lo scontro fu utilizzato da Lyndon B. Johnson come il casus belli che diede formalmente inizio alla guerra contro il Vietnam del Nord. Immediatamente dopo lo scontro presunto, il presidente Lyndon Johnson si appellò al Congresso per far approvare la "Risoluzione del Golfo del Tonchino", che autorizzava il presidente a dare il via alla partecipazione statunitense alla guerra contro il Vietnam del Nord, senza dichiarare guerra (Joint Resolution of Congress H.J. RES 1145). I primi bombardamenti iniziarono il 2 marzo 1965 e le operazioni di sbarco sulla costa del Vietnam del Sud dei primi contingenti di truppa americani iniziarono l'8 marzo 1965.

### La risoluzione del golfo del Tonchino
La risoluzione del golfo del Tonchino è la risoluzione congiunta (H.J. RES 1145) del congresso degli Stati Uniti, redatta il 7 agosto 1964, che comportò il maggior coinvolgimento statunitense nella guerra del Vietnam. Anche se non ci fu mai una formale dichiarazione di guerra questa risoluzione diede il permesso al presidente Lyndon Johnson «di prendere tutte le misure necessarie, incluso l'impiego delle forze armate, per assistere ogni stato membro del Southeast Asia Collective Defense Treaty che richieda assistenza in difesa della sua libera sovranità».
Lyndon Johnson, che quell'anno si ricandidava per la rielezione alla presidenza, lanciò degli attacchi di rappresaglia e andò in onda sui canali televisivi nazionali il 4 agosto 1964. Anche se il Maddox era stato coinvolto soltanto nel fornire supporto agli attacchi sudvietnamiti a Hon Me e Hon Ngu il Segretario della Difesa, Robert McNamara, si presentò davanti al congresso e negò che la marina militare statunitense avesse appoggiato le operazioni militari sudvietnamite. Egli definì quindi l'attacco come "non provocato". Nonostante che non ci fosse stato un ulteriore attacco egli sostenne davanti al congresso che esistevano "prove inequivocabili" di un secondo attacco "non provocato" contro il Maddox.
Come conseguenza della deposizione di McNamara il 7 agosto 1964 la risoluzione congiunta passò all'unanimità alla camera dei rappresentanti, mentre al senato ci furono solo due voti contrari: quelli dei senatori Wayne Morse dell'Oregon, ed Ernest Gruening dell'Alaska. Sia Johnson sia il successivo presidente Richard Nixon usarono la risoluzione come giustificazione per l'aumentato coinvolgimento militare statunitense in Indocina. Gli USA iniziarono il processo di ritiro graduale delle proprie truppe dal Vietnam nel 1969, seguendo la strategia nota come vietnamizzazione, ma non si disimpegnarono completamente dalla regione fino al 1973. La risoluzione venne annullata solo nel giugno del 1970, in risposta alle operazioni segrete effettuate in Cambogia e volute dall'amministrazione Nixon, e venne successivamente sostituita dalla risoluzione dei poteri di guerra del 1973, che è in vigore ancora oggi.

### La posizione del presidente Johnson
(Lyndon Johnson.)

Johnson parla dell'incidente del golfo del Tonchino

Lyndon B. Johnson non aveva fatto parte della cerchia ristretta dei collaboratori di Kennedy e quindi era stato spesso escluso dalle decisioni fondamentali riguardo al Vietnam; inoltre non era stato coinvolto nel colpo di Stato contro Diệm (in una visita ufficiale in quel paese, in precedenza aveva definito retoricamente il presidente sudvietnamita "il Churchill del sud est asiatico").

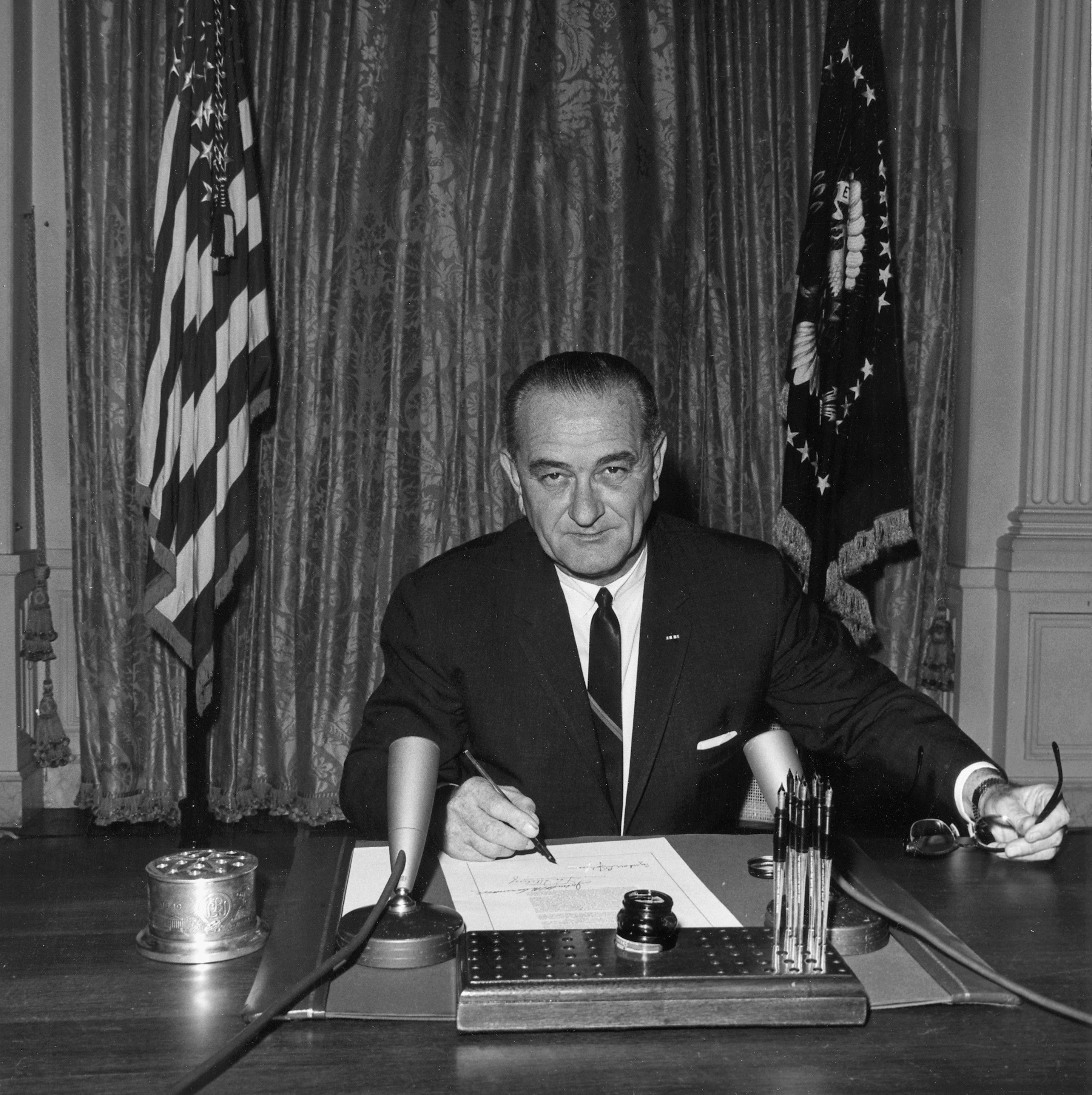
Il presidente degli Stati Uniti Lyndon Baines Johnson firma la risoluzione del golfo del Tonchino

Si assunse pienamente questa responsabilità, pur organizzando continue riunioni e missioni speciali sul posto dei suoi collaboratori alla ricerca di nuove soluzioni e di risultati positivi, principalmente per il timore di apparire "debole" con i comunisti e quindi rischiare di essere attaccato dai politici di destra che avrebbero potuto mettere in pericolo il suo grandioso piano di riforme sociali (il progetto della Great Society); inoltre contava di riuscire a circoscrivere l'impegno statunitense e di poter controllare l'attivismo e l'interventismo dei militari. Al contrario, diede inizio a una catena di eventi che lo avrebbero lentamente coinvolto sempre più nel "pantano" indocinese.
Johnson alzò ulteriormente il livello del coinvolgimento statunitense già il 27 luglio 1964, quando altri 5 000 consiglieri militari vennero inviati nel Vietnam del Sud, il che portò il numero totale di forze statunitensi in Vietnam a 21 000. Inoltre, sorse a questo punto il problema della necessità di un documento legislativo che autorizzasse il presidente a sviluppare e potenziare a discrezione la politica di intervento militare, sollecitata continuamente dai suoi consiglieri più influenti (il segretario della difesa Robert McNamara, l'ambasciatore Cabot Lodge, il membro dello stato maggiore Maxwell Taylor, il generale William Westmoreland, il consigliere per la sicurezza nazionale McGeorge Bundy, il consulente per gli affari di sicurezza nazionale Walt Rostow e il segretario di stato Dean Rusk). Eventi confusi verificatisi nel golfo del Tonchino nell'estate 1964 diedero il pretesto per ottenere il mandato del congresso degli Stati Uniti necessario al presidente.

La firma della risoluzione del golfo del Tonchino

Nonostante le incertezze e la confusione dei rapporti, Johnson e i suoi collaboratori sfruttarono questo presunto secondo attacco per presentare finalmente al congresso il documento (già pronto da tempo) che avrebbe dato all'amministrazione il via libera per prendere le misure ritenute necessarie per difendere e salvaguardare il personale statunitense, e soprattutto per condurre vittoriosamente la guerra in Vietnam.
Il senato statunitense approvò quindi la risoluzione del golfo del Tonchino il 7 agosto 1964, con la quale conferì pieni poteri al presidente Johnson per aumentare il coinvolgimento statunitense nella guerra, «come il Presidente riterrà opportuno» al fine di «respingere gli attacchi contro le forze degli Stati Uniti e per prevenire ulteriori aggressioni». L'ampiezza del mandato conferito al presidente dal documento del congresso spinse Johnson ad affermare scherzosamente che la risoluzione era «come la camicia da notte della nonna [...] copre ogni cosa». In un messaggio televisivo alla nazione Johnson sostenne che «la sfida che stiamo affrontando oggi, nel sud-est asiatico, è la stessa che affrontammo con coraggio in Grecia e in Turchia, a Berlino e in Corea, in Libano e a Cuba», una lettura semplicistica delle questioni politiche del conflitto vietnamita.

## Le rivelazioni nel dopoguerra

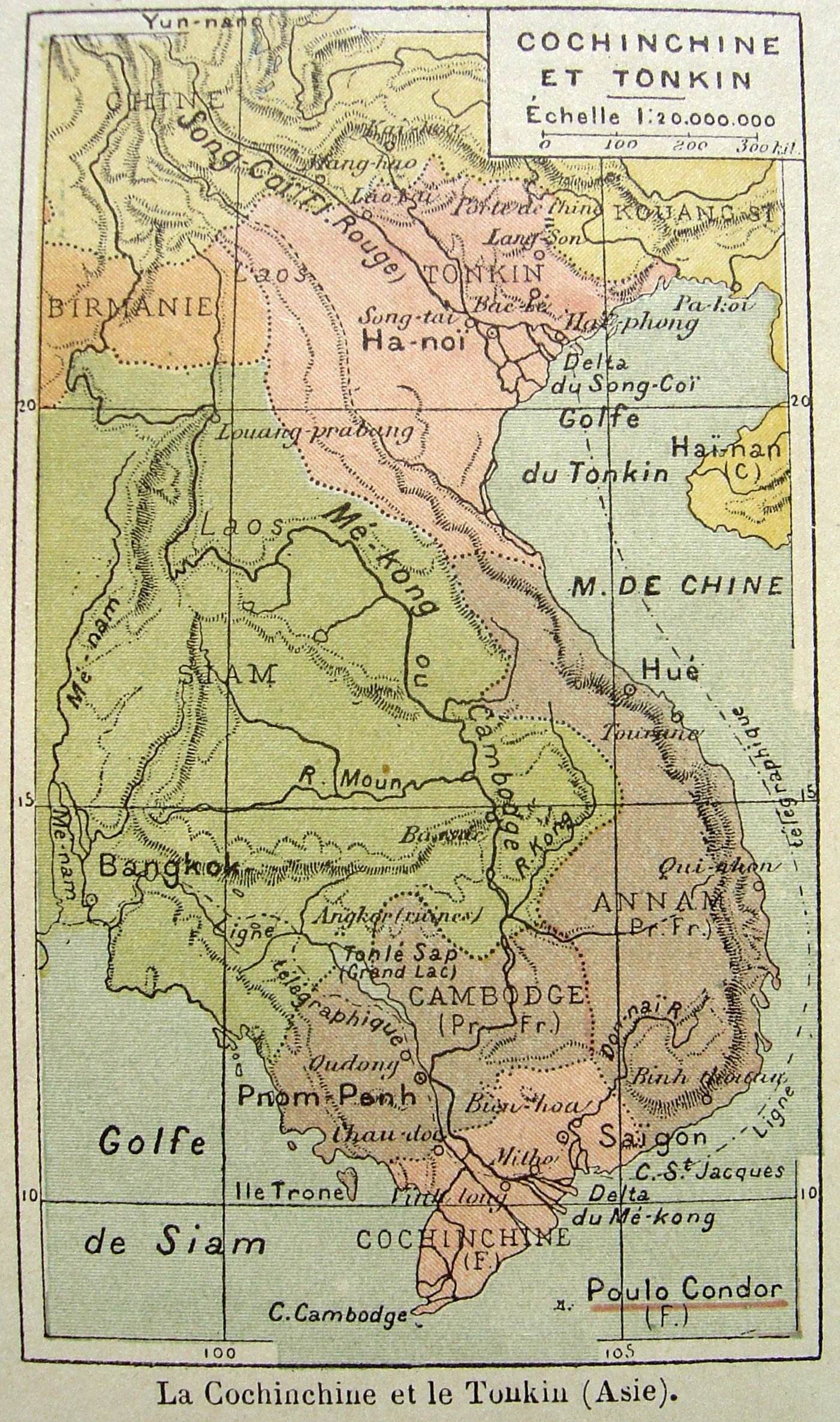
Mappa del golfo del Tonchino.

Dopo la guerra nel corso degli anni sono stati pubblicati studi e articoli che hanno smentito la versione dei fatti rilasciata all'epoca dalle autorità americane.
Sia il generale Võ Nguyên Giáp che membri del governo americano e personale dell'equipaggio della USS Maddox hanno espresso l'idea che la missione di pattugliamento DESOTO, di cui la USS Maddox faceva parte, fosse un pretesto per cercare l'incidente che portasse a una escalation del conflitto. Inoltre la USS Maddox si trovava, al momento del confronto, all'interno di quelle che il Vietnam del Nord riteneva le proprie acque territoriali, sebbene gli Stati Uniti non le riconoscessero come tali. L'allora comandante della flotta del Pacifico ha in seguito giustificato la cosa affermando che all'epoca il Vietnam del Nord reclamava come acque territoriali quelle entro il limite di 5 miglia nautiche dalla costa, ma ciò è certamente falso in quanto il Vietnam del Nord passò direttamente dal limite di 20 km (circa 11 miglia nautiche), reclamato dall'Indocina francese, al limite di 12 miglia nautiche. Se per l'incidente del 2 agosto c'è il dubbio che il fatto sia avvenuto in modalità sostanzialmente differenti da quelle ufficiali, per quello che successe due giorni dopo c'è la concreta certezza che non sia mai avvenuto. È accertato, infatti, dal carteggio tra il presidente Johnson ed il segretario alla difesa McNamara, che l'incidente del 4 agosto fu da subito considerato un evento dubbio, sebbene nelle dichiarazioni ufficiali venne dato per certo allo scopo di condizionare l'opinione pubblica.
Uno studio storico della National Security Agency, compiuto nel 2005, sulla base di documenti declassificati, ha concluso che il 4 agosto 1964, non c'erano navi nordvietnamite intorno alla Maddox. Il capitano della Maddox, John D. Herrick, ha messo in dubbio la realtà dell'attacco del 4 agosto, ma il comandante della flotta del Pacifico, ammiraglio Ulysses S. Grant Sharp, ha comunque proceduto come se gli attacchi fossero autentici. Sulla base di tali documenti, si chiarificò che gli attacchi nordvietnamiti in acque internazionali del 4 agosto 1964 non ebbero luogo. In uno dei casi le navi americane interpretarono erroneamente un segnale sonoro come un nuovo attacco. In particolare alcuni studi pubblicati dalla NSA nel 2006 hanno sconfessato la versione ufficiale dei fatti, così come era stata diffusa dal Pentagono all'epoca. Secondo una relazione della NSA, desecretata nel 2006, il 2 agosto 1964 fu la Maddox a sparare per prima, esplodendo tre colpi di avvertimento all'indirizzo delle navi nordvietnamite.
Si ritiene che il secondo attacco al cacciatorpediniere statunitense USS Maddox sia stato in realtà il risultato di una montatura. Nel 2010, dalla lettura di documenti messi on-line dalla National Security Agency (NSA), tali deduzioni trovano finalmente fondamento. I dettagli esatti dell'incidente non sono stati mai chiariti dall'ammiragliato, fino al 2010.